# Tunbytorp
Tunbytorp är en stadsdel och ett industriområde i Västerås. Området ligger norr om Norrleden och väster om Riksväg 56 (Bergslagsvägen).
I Tunbytorp finns många företag, bilfirmor, bilverkstäder, bilprovning, betongstation, byggvaruhus, vitvaruaffär, andra affärer och flera små restauranger.
Området avgränsas av skogsgränsen norr om Returvägen, Bergslagsvägen, Norrleden och Grytavägen - Nyängsleden.
Området gränsar i öster till Kvastbruket och Stenby, i söder till Nordanby och i väster till Önsta-Gryta.